# Eisenberg Péter
Eisenberg Péter (17. század) költő.
Emlékét mindössze két, Bártfán kiadott munkája őrzi:
1. Ein zweifacher Poetischer Act; und Geistliches Spiel: Von den Dreyen Gaben der Weysen ausz Morgenlande. Der Erste; zum schuldigen Opffer, und Ehren-preysz, dem lieben Jesulein: Der Andere; Zum Geschenck, und Newen-Jahres Wuntsch, den dreyen Ständen der Königlichen Frey Stadt Eperies, in Ober-Ungern Daselbst gehalten, und vorgestellet, Von Acht kleinen Jungfräwlein, (und zween Knaben). Im Jahre Christi. 1651. Bartfeld, 1652. (Az előszó Eperjesen kelt.)
2. Drey Hundert, fünff und sechzig Auserlesene, Güldene Lebens-Regeln: Aus dem Büchlein Syrachs, Durch fünffzig Capittel, Fragweise, zusammen getragen… Sampt einem Anhange Christlicher Fragstück, für die Jugend: Vom Leben, Leyden und Sterben Jesv Christi. Uo. 1652.